# Juan Carlos (football, 1965)
 (octobre 2014).
Si vous disposez d'ouvrages ou d'articles de référence ou si vous connaissez des sites web de qualité traitant du thème abordé ici, merci de compléter l'article en donnant les références utiles à sa vérifiabilité et en les liant à la section « Notes et références ».
Juan Carlos Rodríguez Moreno, plus connu comme Juan Carlos, né le 19 janvier 1965 à León (province de León, Espagne), est un footballeur international espagnol des années 1980 et 1990 qui jouait au poste d'arrière latéral gauche.

## Biographie

### Clubs
Juan Carlos joue pendant 14 saisons en première division espagnole dans quatre clubs : Real Valladolid (1984-1987, puis 1995-1998), Atlético de Madrid (1987-1991), FC Barcelone (1991-1994) et Valence CF (1994-1995). 
C'est avec le FC Barcelone qu'il obtient ses plus grands succès sportifs : trois championnats d'Espagne et la Coupe d'Europe en 1992 dont il joue la finale comme titulaire.

### Équipe nationale
Juan Carlos joue un match avec l'équipe d'Espagne le 17 avril 1991 face à la Roumanie (défaite 2 à 0).
Avec les espoirs, il remporte le championnat d'Europe en 1986.

### Entraîneur
En 2002, il est sélectionneur lors d'un match de la sélection de Castille et León.
En 2008, il retourne au Real Valladolid où il exerce la liaison entre les joueurs et le comité de direction. 
Lors de l'été 2012, Juan Carlos rejoint la direction sportive du Real Valladolid après avoir entraîné les juniors du club la saison précédente.

## Palmarès
Avec le FC Barcelone :
- Vainqueur de la Coupe des clubs champions européens en 1992
- Champion d'Espagne en 1992, 1993 et 1994

Avec l'Espagne des moins de 21 ans :
- Champion d'Europe espoirs en 1986